# كونتريكس

## كونتريكس
كونتريكس بالإنجليزية : contrex :  هي علامة تجارية للمياه المعدنية المملوكة منذ عام 1992 لشركة نستله ووترز، وهي فرع من مجموعة نستله السويسرية ، وهي جزء من شركة مدينة فيتال للمياه الذي يقع في  مدينة فيتال وHépar .
الماء الذي يقع في مصدر CONTREXEVILLE في الفرنسية دبرتمنت تم اكتشافه من قبل الدكتور Bagard، الطبيب الأول من لويس الخامس عشر .
يتم تعبئة المياه في مجمع مصنع 250.000 متر مربع يعمل به حوالي 900 شخص. يتم إنتاج 635 مليون زجاجة من جميع الأنواع ، يتم تصدير 11٪ منها.يتم توصيل مصنع التعبئة بواسطة خطوط الأنابيب مع مصنع Vittel فيمدينة فيتال ، على بعد بضعة كيلومترات من Contrexéville ، والذي يسمح بتعبئة مياه Contrex إما في Vittel أو في Contrexévill.